# Salmo 137

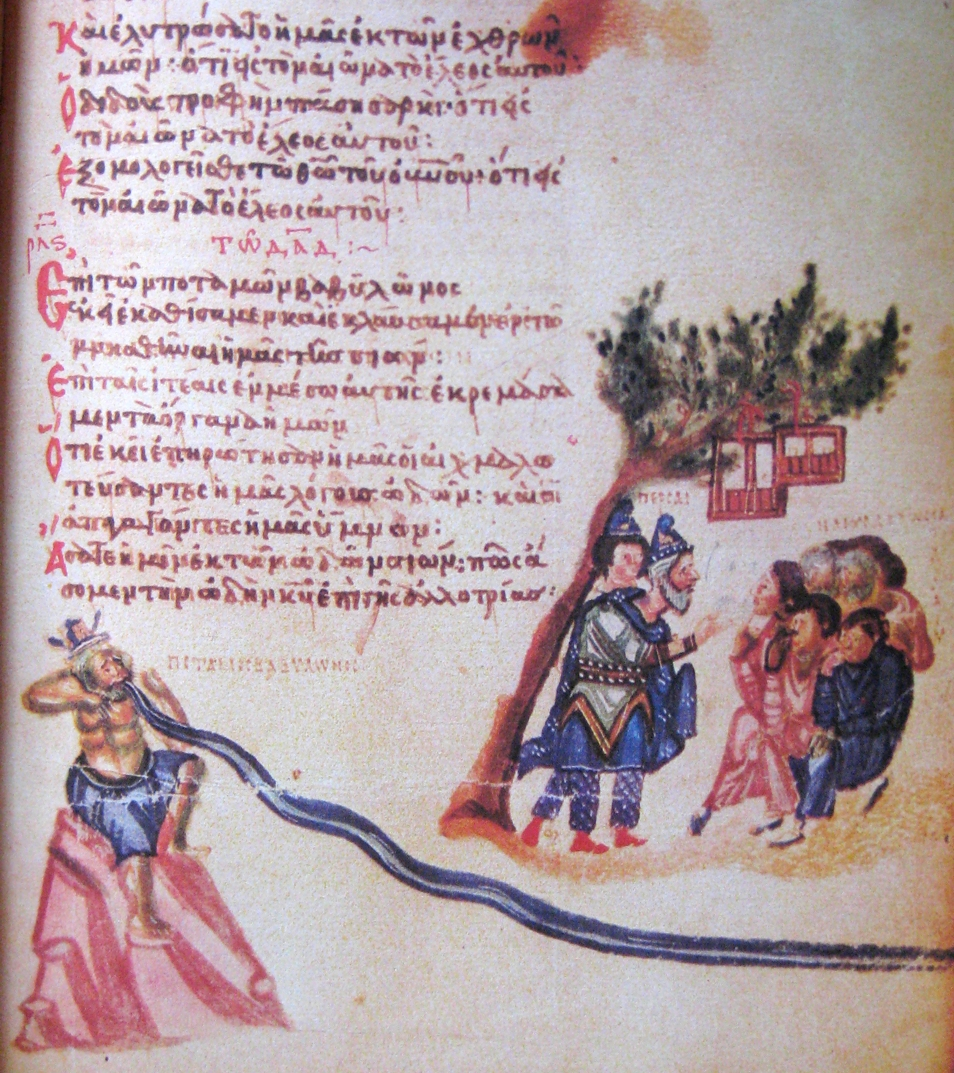
Il testo del salmo dal Salterio Chludov.

Il Salmo 137 (numerazione greca: salmo 136) è un capitolo molto conosciuto del Libro dei Salmi.
Descrive il lamento dell'esiliato a Babilonia dopo la caduta di Gerusalemme nel 587 a.C.

Inizia con le famose parole: 
le quali sono state riprese, anche nella loro traduzione latina (Illic stetimus et flevimus quum recordaremur Sion) da vari musicisti. In tutto il salmo, il salmista esprime in maniera forte con immagini molto espressive il dolore dei deportati: gli attentati alla fede (perché là ci chiedevano parole di canto coloro che ci avevano deportato (137,3) ). Invita inoltre a non mescolare il popolo d'Israele con gli invasori con i matrimoni, e alla fine invoca anche la distruzione di Bozra, capitale di Edom, che il salmista ricorda per la vile crudeltà nella distruzione di Gerusalemme.

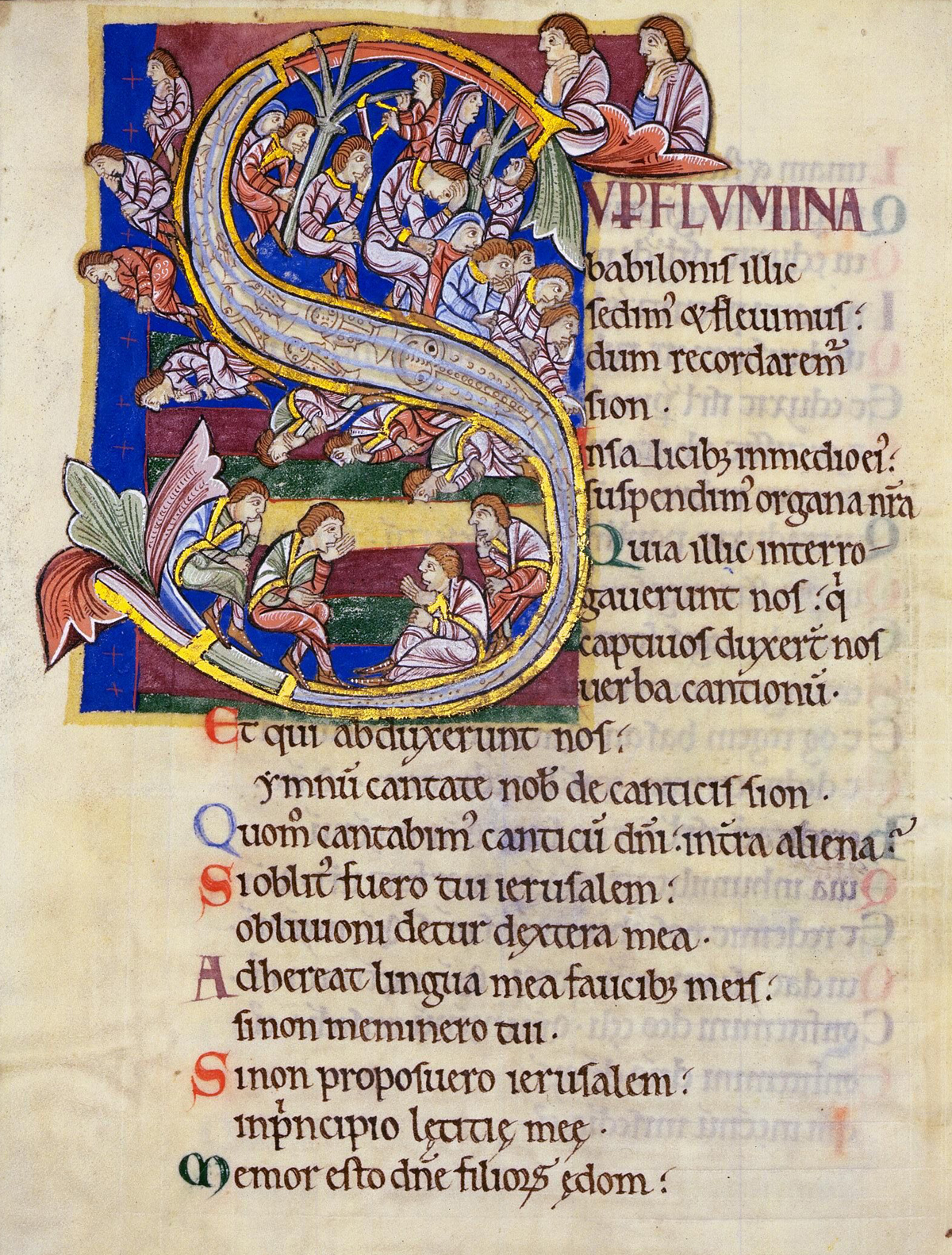
Manoscritto del salmo 137.

Non è particolarmente utilizzato nella liturgia cattolica novus ordo per via delle parole forti contenute nell'ultimo versetto:
Salvatore Quasimodo si è ispirato a questo salmo nello scrivere la celebre poesia "Alle fronde dei salici". Infatti, nel primo verso della poesia riprende il quinto versetto del salmo, e negli ultimi tre versi imita il noto secondo versetto.
E come potevamo noi cantare con il piede straniero sopra il cuore?  (Quasimodo, Alle fronde dei salici)
Come cantare i Canti del Signore in terra straniera? (salmo 137,5)
Lo stesso tema è sviluppato nel celebre coro Va, pensiero dell'opera Nabucco.
Il gruppo Giamaicano dei Melodians nel 1970 mise il testo del salmo in musica creando il celeberrimo brano Reggae Rivers of Babylon.
L'incipit del Salmo dà anche il titolo al racconto postapocalittico Sui fiumi di Babilonia di Stephen Vincent Benét, pubblicato nel 1937 sul The Saturday Evening Post.